# Mychów-Kolonia

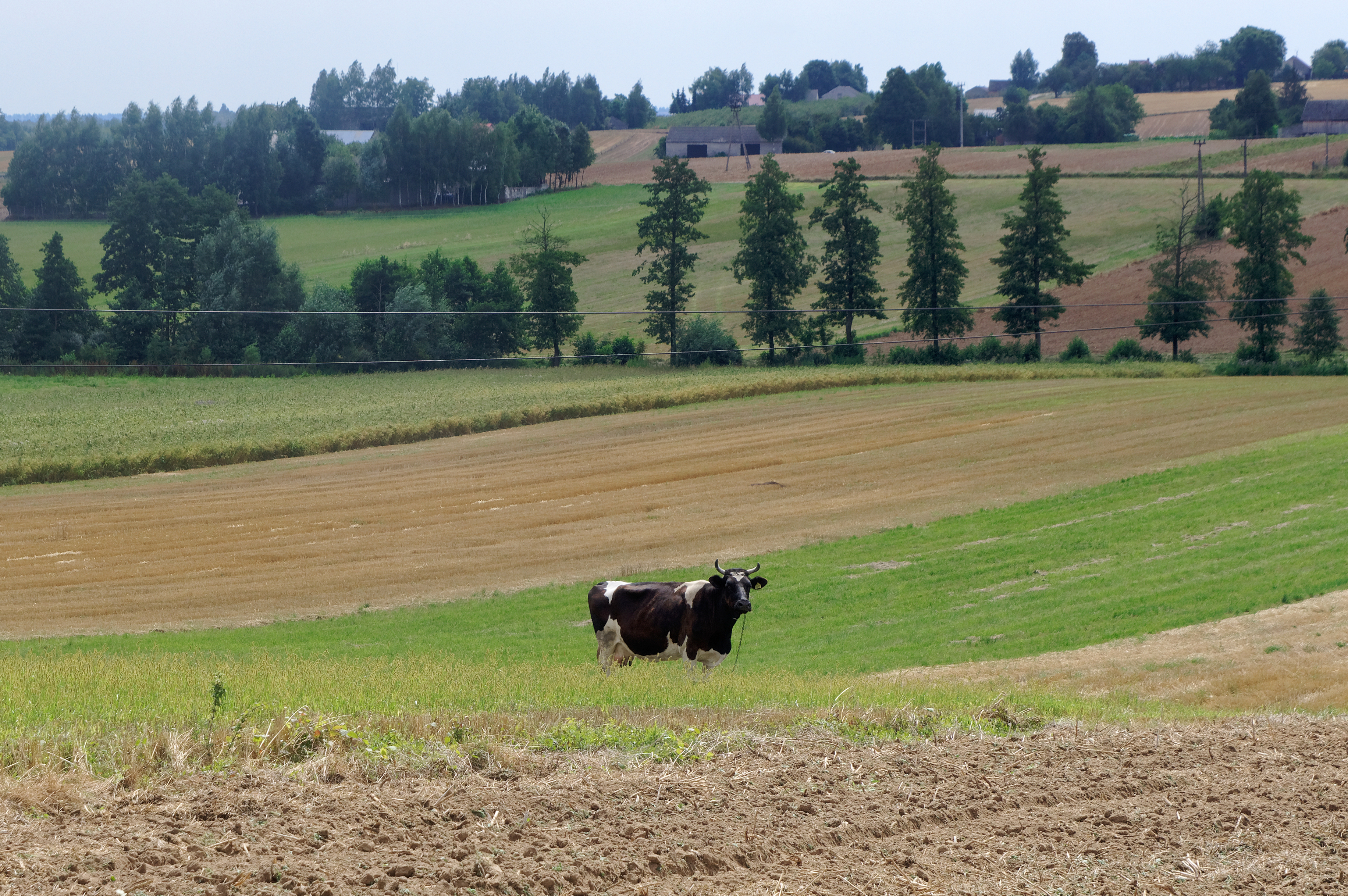
Une vache en plein air à Mychów-Kolonia

Mychów-Kolonia est une localité polonaise de la gmina de Bodzechów, située dans le powiat d'Ostrowiec en voïvodie de Sainte-Croix.